# متنزه غانتري بلازا الحكومي
يمتد مساحة متنزّه جانتري بلازا الحكومي 12 أكر (4.9 ها)، المتنزّه الحكومي على النهر الشرقي في قسم الصيادون بوينت في لونغ آيلاند سيتي، في حي كوينز بمدينة نيويورك. يقع الحديقة في حوض بناء السفن ومنطقة التصنيع السابقة، وتضم بقايا منشآت من ماضي المنطقة. أبرز ما يميز المتنزّه هو مجموعة الجسور مع جسور نقل عائمة للسيارات، والتي كانت تخدمها بدورها نقلت عربات قطارات الشحن بين كوينز ومانهاتن.

## تاريخ

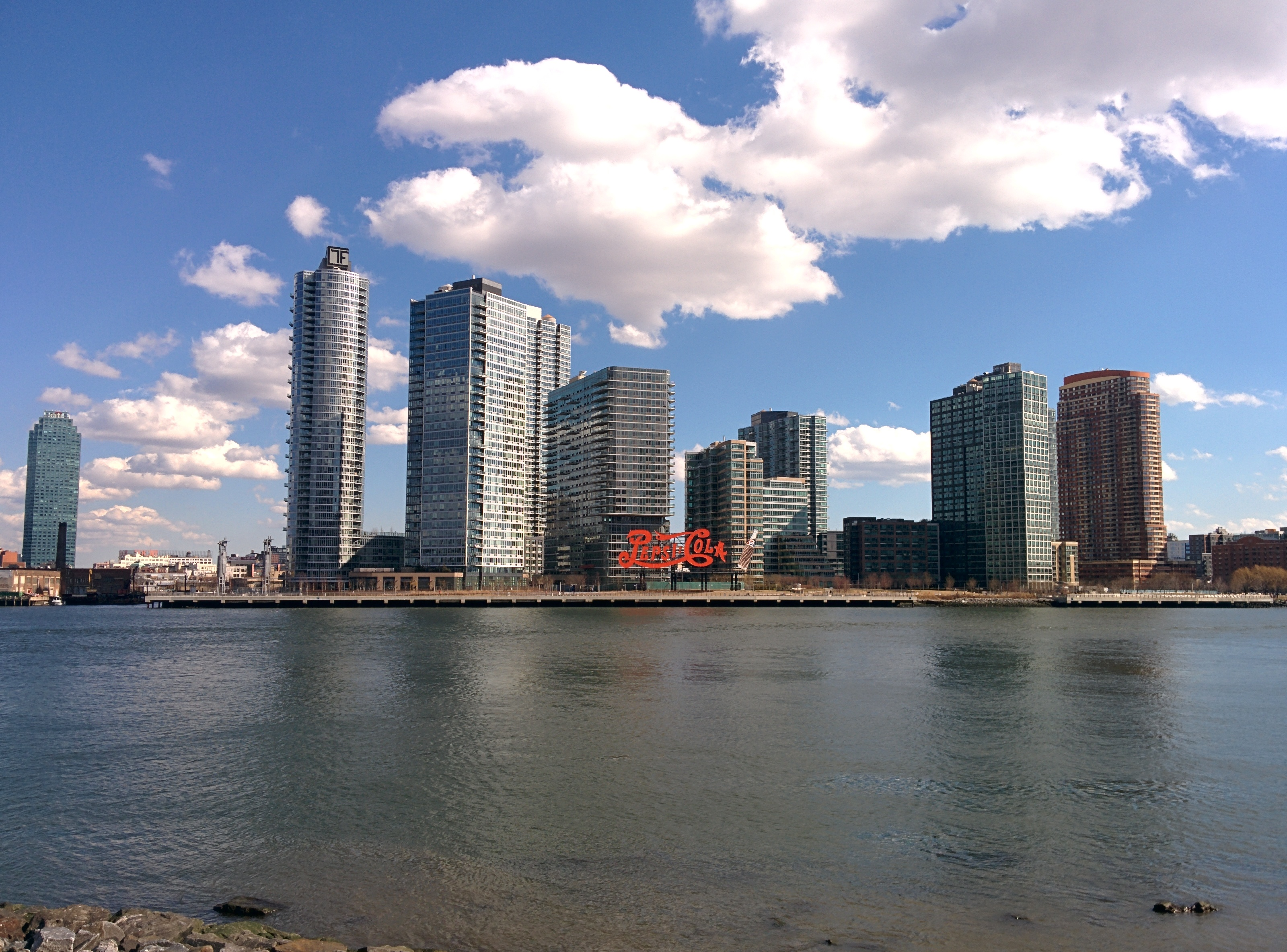
منظر المتنزّه كما تراه من جزيرة روزفلت

والجزء الجنوبي من المتنزه عبارة عن رصيف سابق ويتضمن جسور نقل مرممة لبراءة اختراع جيمس بي الفرنسية.
تم بناؤها في عام 1925 لتحميل وتفريغ عوامات عربات السكك الحديدية، والذي كان يعمل على الجانب الجنوبي من شارع 48 (الآن جزء من هنترز بوينت بارك).
كان الجزء الشمالي من متنزّه جانتري بلازا الحكومي جزءًا من مصنع تعبئة سابق لشركة بيبسي-كولا
والذي تم إغلاقه في عام 1999. كان فرع الشحن يقع تحت مستوى الشارع ، وقد تم حفره في أوائل العقد الأول من القرن الحادي والعشرين.
ويحتوي المتنزّه على 120 قدم(37م) علامة بيبسي كولا مخطوطة، بلون ياقوتي، نيون على معدن، صنعتها شركة عامه في الهواء الطلق وهي شركه اعلانات عام 1939 وأعيد بناؤها بواسطة ارتكرافت شتراوس في عام 1993 كانت تقع على قمة مصنع التعبئة قبل تفكيكها وإعادة تجميعها في مكان دائم داخل المتنزّه في عام 2009. تم تعيين علامة بيبسي كولا علامة بارزة في مدينة نيويورك في 12 أبريل 2016.
افتتح المتنزّه لأول مرة في مايو 1998 وتوسعت في يوليو 2009.
تطور المتنزّه على مراحل من قبل شركات التطوير. تم تصميم القسم الأصلي من متنزّه جانتري بلازا الحكومي بواسطه توماس بالسلي مع لي وينتروب، وكلاهما من مهندسي المناظر الطبيعية في مدينة نيويورك، وريتشارد سوليفان، مهندس معماري. المرحلة 2 الجديدة 6 أكر (2.4 ها) من الحديقة، تم تصميمه من قبل شركة هندسة المناظر الطبيعية في مدينة نيويورك هابيل بينسون بوتز وافتتحت المرحلة الأولى من المرحلة 2 للجمهور في يوليو 2009. عند اكتماله، من المتوقع أن يصل إجمالي متنزّه جانتري بلازا الحكومي إلى 40 أكر (16 ها) في الحجم.

## المرافق
يوفر المتنزّه طاولات نزهة وملعبًا وملاعب لكره البيسبول ومتنزّهًا على الواجهة البحرية يواجه مقر الأمم المتحدة . يُسمح بالصيد في الرصيف رقم 4 ، وفقًا للوائح وزارة حماية البيئة بولاية نيويورك.

## في الثقافة الشعبية
- يُرى منظر لمتنزّه جانتري بلازا ستيت ساعة واحدة وتسع ثوانٍ في فيلم أولسن باندن .[12]
- استفاد فيلم ميونيخ من المتنزّه في مشهده الأخير الذي تم تصويره عام 2005.[13] يظهر الرصيف وعلامة بيبسي كولا إلى الشمال في هذا المشهد.
- تم استخدام نفس الموقع في المترجم ، في المشهد الأخير حيث تقول شخصية نيكول كيدمان وداعًا لشخصية شون بين ، التي تجلس على سور بجوار جانتري بارك. تظهر علامة Pepsi-Cola في مصنع التعبئة السابق في المشهد أيضًا.

## روابط خارجية
- New York State Parks: Gantry Plaza State Park
- Gantry Plaza State Park